# Rachilla
Een rachilla is een secundaire spruit of zijasje van een hoofdas, rachis of spil in het vertakkingssysteem van een bloeiwijze. De rachilla kan in de oksel staan van een schutblad (bractee) of van een kafje, zoals bij de cypergrassenfamilie.
Bij de cypergrassen staat aan de inplanting van de rachilla een vliezig, de basis omvattend schutblaadje (profyllum) dat hier cladoprofyllum wordt genoemd.
De rachilla draagt bloemen, weer in de oksel van een schutblad, of vertakt nogmaals. Met spreekt dan van "rachillae van de tweede orde". Bij grassen en cypergrassen kunnen de rachillae zeer kort of gereduceerd zijn wanneer zij de bloemen dragen en zo de aartjes vormen.
In het geslacht Carex (zegge) staan de vrouwelijke bloemen in een urntje, waarin ook een rachilla staat, waarbij ze aartjes vormen. Deze secundaire rachilla (of van hogere orde) is bij enkele soorten sterk ontwikkeld en draagt verdere vrouwelijke aartjes of mannelijke bloemen, maar bij de meeste zegge-soorten is deze rachilla afwezig of zeer sterk gereduceerd (rudimentair).